# Dysschema trapeziata
Dysschema trapeziata är en fjärilsart som beskrevs av Walker 1865. Dysschema trapeziata ingår i släktet Dysschema och familjen björnspinnare. Inga underarter finns listade i Catalogue of Life.